# Глизе 829
Глизе 829 — спектрально-двойная звезда северного полушария в созвездии Пегас. Звезда имеет видимую звёздную величину +10,35m и не видна невооружённым глазом.
Из измерений параллакса, полученных во время миссии Hipparcos известно, что звёзды удалены примерно на 21,9 св. лет (6,70 пк) от Солнца. Звезда наблюдается севернее 83° ю. ш., то есть видна практически на всей территории обитаемой Земли, за исключением приполярных областей Антарктиды. Лучшее время для наблюдения — август.
Звезда Глизе 829 движется довольно быстро относительно Солнца: её радиальная гелиоцентрическая скорость равна −25,0 км/с, что на 2,5 раза больше скорости местных звёзд Галактического диска, а также это значит, что звезда приближается к Солнцу. Звезда Глизе 829 приблизится к Солнцу на расстояние 17,6 св. лет через 91 000 лет, когда Глизе 829 увелит свою яркость на 1,03m до величины 9,32m. По небосводу звезды движутся на северо-восток, проходя по небесной сфере 1,076 угловых секунд в год вдоль позиционного угола +69,58°.
Средняя пространственная скорость Глизе 829 имеет следующие компоненты (U, V, W) =(−38.6, −17.0, −4.7), что означает U=−38,6 км/с (движется от галактического центра), V=−17,0 км/с (движется против направления галактического вращения) и W=−4,7 км/с (движется в направлении южного галактического полюса).

## Свойства кратной системы Глизе 829
Глизе 829 AB — это узкая пара двойных звёзд, в которой компоненты отдалены друг от друга на расстояние, примерно, в 0,197 а.е., то есть на расстоянии вдвое меньшем на котором в Солнечной системе находится Меркурий, чья большая полуось равна 0,39 а.е. и вращаются друг вокруг друга с периодом 53,221 дн.. У орбиты достаточно большой эксцентриситет, который равен 0,374, и как результат звезды то сближаются на расстояние 0,12 а.е., то удаляются на расстояние 0,27 а.е.

## Свойства Глизе 829
Глизе 829 — судя по её спектральному классу M3Ve звезда принадлежит к спектральному классу M3 c эмиссионными линиями. Таким образом водород в ядре звезды является ядерным «топливом», то есть звезда находится на главной последовательности. Масса подобных звезды равна 0,36 {\displaystyle M_{\bigodot }}. Звезда излучает энергию со своей внешней атмосферы при эффективной температуре около 3400 К (хотя измерения миссии Gaia дают несколько большую температуру: 3615+251
−164 К), что придаёт ей характерный красный цвет.
Для подобных звёзд характерен радиус равный 0,39 {\displaystyle R_{\bigodot }}, а светимость подобной звезды равна 0,015 {\displaystyle L_{\bigodot }}. Для того, чтобы планета, аналогичная нашей Земле, получала бы примерно столько же энергии, сколько она получает от Солнца, её надо было бы поместить на расстоянии 0,12 а. е., то есть в точку на 64 % ближе чем Меркурий располагается к Солнцу. Причём с такого расстояния Глизе 829 выглядела бы в 2,7 раза больше нашего Солнца, каким мы его видим с Земли — 1,37° (угловой диаметр нашего Солнца — 0,5°).
Звёзды, имеющие планеты, имеют тенденцию иметь большую металличность по сравнению Солнцем, однако, Глизе 829 имеет металличность равную −0,13, то есть 74 % от солнечного значения, что позволяет предположить, что звезда «пришла» из других областей Галактики, где было меньше металлов, и рождено в молекулярном облаке благодаря менее плотному звёздному населению и меньшему количеству сверхновых звёзд.
У звезды известна поверхностная гравитация, чьё значение не характерно для карликовых звёзд —5,0 СГС или 1000 м/с2, что составляет 365 % от солнечного значения (274,0 м/с2), однако, для подобных красных карликов характерны значения поверхностной гравитации равные 4,8 СГС или 631 м/с2, что составляет 230 % от солнечного значения.
Возраст звёзды точно не определён, однако, известно, что звёзды с массой 0,36 {\displaystyle M_{\bigodot }} живут на главной последовательности порядка 175 млрд. лет. Таким обозом, звезда Глизе 829 ещё очень нескоро станет красными гигантами, а затем, сбросив внешние оболочки, станет белыми карликами.

## Ближайшее окружение звезды
Следующие звёздные системы находятся на расстоянии в пределах 20 световых лет от звезды Глизе 829 (включены только: самая близкая звезда, самые яркие (<6,5m) и примечательные звёзды). Их спектральные классы приведены на фоне цвета этих классов (эти цвета взяты из названий спектральных типов и не соответствуют наблюдаемым цветам звёзд):
| Звезда             | Спектральный класс | Расстояние, св. лет |
| Глизе 880          | M2.0V              | 8.04                |
| HU Дельфина        | M4.5V              | 9.95                |
| Альтаир            | A7 V               | 9.98                |
| EQ Пегаса          | M4+M               | 10.72               |
| EV Ящерицы         | M5e                | 11.64               |
| 61 Лебедя          | K5V/K7V            | 12.13               |
| Глизе 849          | M3,5V              | 12.49               |
| V1581 Лебедя       | M5,5/M6/M5,5       | 12.51               |
| Вольф 1055         | M3,5Vne/M8Ve       | 12.58               |
| BR Рыб             | M2V                | 13.53               |
| Глизе 876          | M3.4               | 13.69               |
| EZ Водолея         | M5V/M/M            | 14.74               |
| Крюгер 60          | M3V                | 14.96               |
| Росс 248           | M5,5V              | 15.22               |
| Глизе 1002         | M5,5V              | 15.79               |
| Грумбридж 34       | M1.5V/M4.10        | 15.87               |
| Глизе 892          | K3V                | 16.22               |
| Звезда ван Маанена | DZ7                | 16.77               |
| Глизе 809          | M2V                | 17.22               |
| Струве 2398        | M3 V/M3,5 V        | 17.35               |
| Йота Пегаса        | F5V/G8V            | 17.37               |
| Вега               | A0Va               | 17.59               |
| 70 Змееносца       | K0V/K5Ve           | 17.68               |
| Глизе 1005         | M3.5V              | 17.97               |
| AX Микроскопа      | M2 Ve              | 18.37               |
| Росс 154           | M3,5V              | 18.57               |
| Эта Кассиопеи      | G0V/K7V            | 19.03               |
| Звезда Барнарда    | M4,0V              | 19.05               |
| Сигма Дракона      | K0V                | 19.06               |
| Глизе 33           | K2V                | 19.72               |
| Глизе 783          | K2V/M3,5V          | 19.97               |
| Глизе 687          | M3,5V              | 19.97               |

Рядом со звездой, на расстоянии 20 световых лет, есть ещё порядка 5 красных, оранжевых карликов и жёлтых карликов спектрального класса G, K и M, а также 1 белый карлик которые в список не попали.